# Samu Fóti
Samu Ferenc Fóti (* 17. Mai 1890 in Budapest; † 17. Juni 1916 in Lipové), auch als Samu Fleck bekannt, war ein ungarischer Turner und Diskuswerfer.

## Erfolge
Samu Fóti nahm 1912 an den Olympischen Spielen in Stockholm teil und gehörte bei diesen unter anderem zur ungarischen Turnriege im Mannschaftsmehrkampf. Dabei traten insgesamt fünf Mannschaften an, die aus 16 bis 40 Turnern bestehen und während des einstündigen Wettkampfs gleichzeitig antreten mussten. Bewertet wurde neben der Ausführung der Übungen an den Geräten auch das Verlassen und der Wechsel der Geräte sowie der Einmarsch zu Beginn. Am Ende wurden anhand eines Durchschnittswerts der einzelnen Nationen die Abschlussplatzierungen ermittelt. Neben den Ungarn traten auch Turnriegen aus Italien, Großbritannien, dem Deutschen Reich und Luxemburg an. Mit 53,15 Punkten setzten sich die Italiener gegen ihre Konkurrenten durch. Die Ungarn erzielten indes 45,45 Punkte und belegten damit vor den drittplatzierten Briten mit 36,90 Punkten den zweiten Platz.
Fóti gewann somit zusammen mit Imre Erdődy, József Berkes, Imre Gellért, Győző Halmos, Ottó Hellmich, István Herczeg, József Keresztessy, Lajos Aradi, János Krizmanich, Elemér Pászti, Árpád Pédery, Jenő Réti, Ferenc Szűts, Ödön Téry und Géza Tuli die Silbermedaille.
Darüber hinaus nahm Fóti auch an den Wettbewerben im Diskuswurf teil. Mit 36,37 m belegte er den fünften Platz in seiner siebenköpfigen Vorrundengruppe und schloss den gesamten Wettbewerb auf dem 25. Platz ab.
Mit seinem Budapester Verein BTC gewann Fóti, damals noch unter dem Namen Samu Fleck, von 1912 bis 1914 dreimal in Folge die ungarischen Meisterschaften im Mannschaftsturnen.